# Ailson Feitosa
Ailson Feitosa (* 13. August 1988) ist ein brasilianischer Sprinter.
Im Jahr 2011 siegte er mit der brasilianischen Mannschaft bei den Leichtathletik-Südamerikameisterschaften in Buenos Aires und bei den Panamerikanischen Spielen in Guadalajara in der 4-mal-100-Meter-Staffel.

## Persönliche Bestzeiten
- 100 m: 10,30 s, 5. April 2014, São Paulo
- 200 m: 20,62 s, 12. Mai 2012, São Paulo